# Aleksander Połujański
Aleksander Połujański, né le 5 mars 1814 et mort le 26 mai 1866, est un forestier, vulgarisateur des connaissances forestières. Commissaire du gouvernement pour les forêts du royaume du Congrès.

## Biographie
Aleksander Połujański vient de la région de Vilnius. En 1837, il est diplômé de l'Institut de sylviculture et des mines de Saint-Pétersbourg et a essayé d'étudier à l'Académie de médecine et de chirurgie de Vilnius et à l'université d'État de Moscou. Il a commencé sa carrière professionnelle dans le service forestier du gouvernement russe en tant que garde forestier dans la province du Kazakhstan. Il travaille à ce poste pendant plusieurs années, entre autres dans les provinces de Vologruda et de Moscou. En 1847, il part pour le royaume de Pologne. À partir de 1849, il devient secrétaire dans le département des forêts du gouvernement de Varsovie. Le 14 décembre 1855, il est nommé adjoint forestier du gouvernement provincial d'Augustów. Après quatre ans de séjour, il quitte la région de Suwałki et est retourné dans la capitale. Il est devenu commissaire aux forêts au ministère des biens et des forêts du gouvernement à la Commission des recettes et du trésor du gouvernement. Il meurt le 26 mai 1866 à Varsovie.
Il a été le fondateur de l'un des premiers magazines du royaume de Pologne consacrés aux questions forestières, l'Anniversaire du forestier, publié entre 1861 et 1865 et poursuivi par le Courrier de la forêt et des campagnes, qui n'a été édité que jusqu'en juin 1866. Il a écrit plusieurs centaines d'articles pour la presse professionnelle, publiés dans les quotidiens, les magazines et les calendriers, ainsi que de nombreux croquis historiques et ethnographiques.
Il était encyclopédiste, l'un des auteurs de l'encyclopédie Encyklopedia Powszechna en 28 volumes de 1859 à 1868 : son nom est mentionné dans le premier volume de 1859 sur la liste des auteurs du contenu de cette encyclopédie.

## Sélection de publications
- (pl) "Opisanie lasów Królestwa Polskiego i guberni zachodnich Cesarstwa Rosyjskiego pod względem historycznym, statystycznym i gospodarczym” (tom 1-4, 1854-1855)
- (pl) "Wędrówki po guberni augustowskiej w celu naukowym odbyte" (Warszawa 1859)
- (pl) "Listy historyczno-statystyczne o guberni augustowskiej" (1856-1857)
- (pl) "Leśnictwo polskie" (1862-63)
- (pl) "Bukiet literacki" (zbiór poezji, Warszawa 1851).